# Songs of Experience
Songs of Experience (estilizado como SOE) é o décimo quarto álbum de estúdio da banda de rock irlandesa U2. Lançado em 1º de dezembro de 2017, foi produzido por Jacknife Lee, Ryan Tedder, Steve Lillywhite, Andy Barlow, Jolyon Thomas, Brent Kutzle, Paul Epworth, Danger Mouse e Declan Gaffney, através das gravadoras Island, Universal e Interscope Records, sendo um material complementar do álbum anterior, Songs of Innocence (2014). Enquanto que Songs of Innocence expressara o período da adolescência dos integrantes da banda na Irlanda na década de 1970, tematicamente, Songs of Experience explora a maturidade e também uma coleção de cartas escritas por Bono a pessoas mais íntimas naquela época. Bono reescreve as letras com um contexto político, afirmando refletir uma "luta mortal", durante a gravação do álbum.
Teve início pela primeira vez no decorrer das sessões de Innocence. Após ter sofrido um acidente de bicicleta em novembro de 2014, Bono passou um tempo compondo o álbum. A banda também trabalhou nele durante a turnê Innocence Tour. As sessões de gravações continuaram em 2016, sendo concluído na maior parte ao fim daquele ano. O grupo tinha planejado lançá-lo em dezembro de 2016, todavia, por questões sociopolíticas conservadoras, como o voto pela saída do Reino Unido da União Europeia e pela eleição presidencial nos Estados Unidos em 2016, optaram por protelar o lançamento, aproveitando a ocasião para reavalia-lo como um todo. Decorrente disso, Bono reescreveu as letras para um efeito mais político. Com o tempo extra, a banda se concentrou em encontrar arranjos para canções com sonoridades mais fáceis de serem tocadas em seus shows, enquanto mixavam e exploravam diferentes técnicas de gravação e reprodução sonoras. Ao passarem o tempo analisando o material, compuseram muitas das músicas em março de 2017, antes de o completarem durante a turnê The Joshua Tree Tour 2017.
Foi mais bem sucedido que seu álbum-irmão, recebendo mais críticas positivas e estreando na posição de número 1 na Billboard 200, nos Estados Unidos; simultaneamente, esteve no topo das paradas musicais de nove países, bem como no "Top 10" de 36 paradas diferentes, somando um total de 29 locais distintos. Gerou seu primeiro hit, "You're the Best Thing About Me", presente nas primeiras cinco posições em várias tabelas, conseguindo a posição de número 1 na Billboard Adult Alternative Songs. Para seu divulgamento, a banda publicou em seu site oficial o início das vendas para a turnê Experience Tour, a partir de maio de 2018.

## Antecedentes

### Período deInnocencee turnê
Em 9 de setembro de 2014, a U2 lançou seu décimo terceiro álbum de estúdio, Songs of Innocence (2014), em um evento de lançamento de produtos da Apple, lançando-o em formato digital no mesmo dia para todos os clientes do iTunes Store sem nenhum custo. Por ter sido lançado gratuitamente pela Apple, estimasse que o álbum foi acessado a um público de 500 milhões de usuários que possuíam conta no iTunes. De acordo com o diretor executivo da Apple, Tim Cook, foi "o maior lançamento de um álbum de todos os tempos". A empresa norte-americana teria pago à gravadora Universal Music Group e ao grupo musical, uma quantia fixa para um período exclusivo de cinco semanas na qual distribuiria o álbum, gastando uma quantia aproximada de cem milhões de dólares em uma campanha promocional. Produzido por Danger Mouse, Paul Epworth, Ryan Tedder, Declan Gaffney e Flood, Innocence relembra a juventude dos membros da banda na Irlanda, na temática de suas experiências durante a infância e adolescência. Bono descreveu-o como "o álbum mais pessoal que já escreveram". Recebeu avaliações mistas, atraindo críticas negativas em relação ao seu modo e forma de divulgação digital, sendo incluso automaticamente no banco de dados dos usuários da conta, desencadeando um download sem o consentimentos dos mesmos. No dia de sua anunciação, Bono deu a entender que seria lançado um álbum de seguimento denominado Songs of Experience, acrescentando: "Se você gostar de Songs of Innocence, fique conosco para ouvir Songs of Experience. Ele deverá estar pronto em breve... embora já tenhamos dito isso antes". De acordo com o guitarrista The Edge, eles perceberam que durante as sessões de gravação, estavam trabalhando no que poderia se tornar dois álbuns separados. Em uma entrevista ao jornal britânico The Observer, o vocalista recitou a letra de uma canção chamada "The Morning After Innocence" — que mais tarde viria a se tornar "The Little Things That Give You Away".
A banda deu início à turnê Innocence Tour (2015) em maio de 2015, na América do Norte. Originalmente, a expectativa era de iniciar a turnê com a intenção de encená-la em duas fases: Uma parte com o material obtido de Innocence, e outra parte com o material que eventualmente seria de Experience — assim como ocorreu com os álbuns Achtung Baby (1991) e Zooropa (1993), na turnê Zoo TV Tour (1992–1993). Entretanto, foi revelado o décimo quarto álbum seria adiado, afirmando também que "por incrível que parecesse, várias canções já tinham sido concluídas", naquele momento. Em uma entrevista na revista NME, o frontman da banda havia afirmado que tinham escrito uma canção com base nos ataques de 2015 em Paris, na época nomeada de "Streets of Surrender", recitando algumas letras durante a entrevista. A  turnê finalizou em dezembro de 2015, na Europa. No total, a turnê arrecadou mais de 152,2 milhões de dólares e 1,2 milhões de ingressos vendidos.

### 30º aniversário de The Joshua Tree Tour

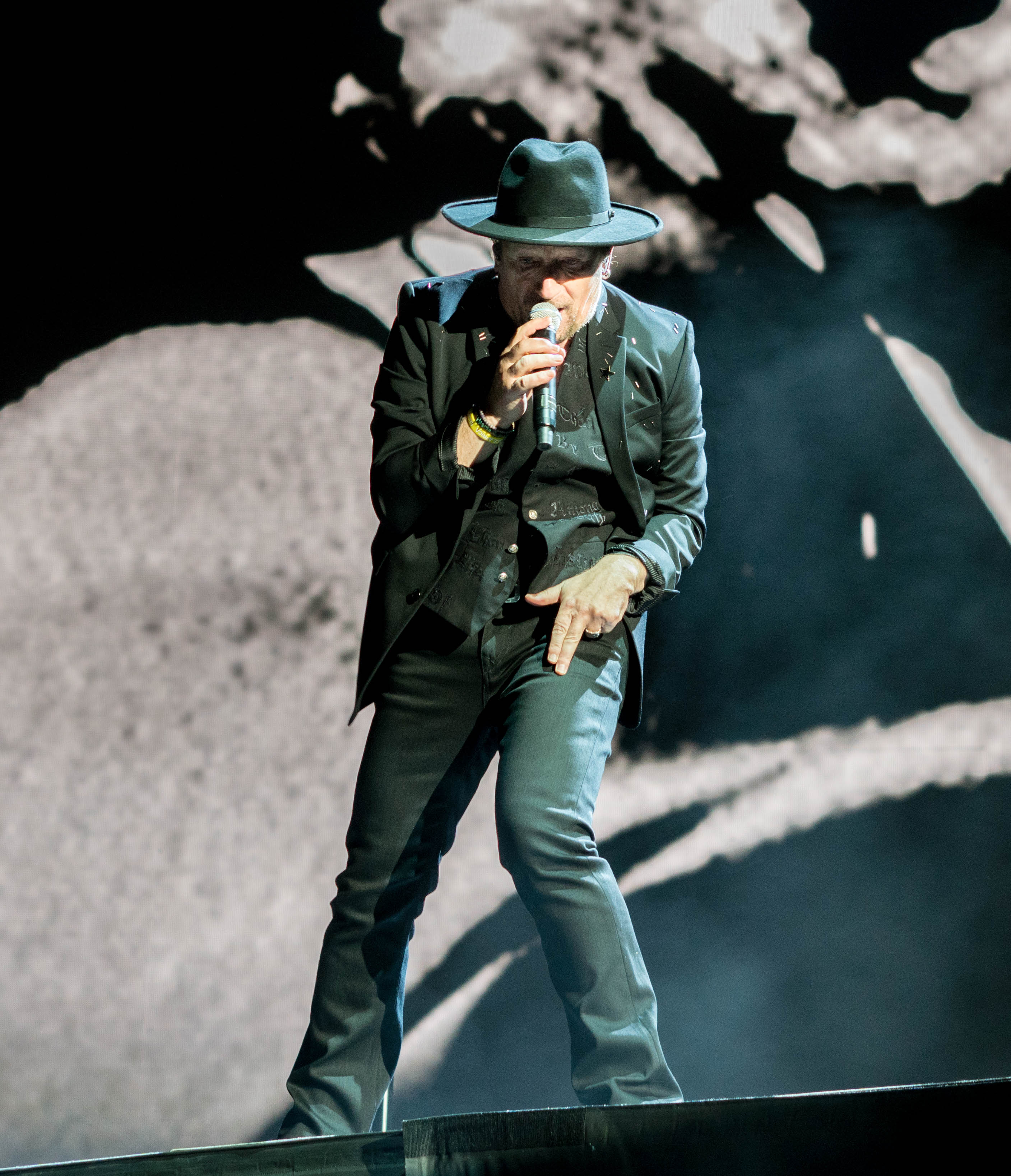
Durante a turnê, Bono assumia a personalidade de "Shadow Man", personagem fictício da série dos anos 1950, Trackdown, em performance da canção "Exit".

Em maio de 2017, a banda deu início à turnê de 30 anos da The Joshua Tree Tour (1987), fundamentando-se nas canções do álbum The Joshua Tree (1987) no setlist principal de seus concertos, começando na cidade de Vancouver, no Canadá. A digressão consistiu em quatro etapas: Duas na América do Norte, Europa e América do Sul. O sistema de enquadramento do palco foi usado para construir um telão de 60 metros de largura por 15 metros de altura, com dimensões semelhantes a tela LED da turnê Popmart Tour (1997–1998), porém, com uma resolução 400 vezes superior. A turnê caracteriza-se pela temática em algumas canções — assemelhando-se a personagens da turnê Zoo TV Tour, como o "The Fly", "Mirror Ball Man" e "MacPhisto" — adotando a personalidade do personagem "Shadow Man", da série ao estilo faroeste da década de 1950, Trackdown. Bono usa um terno preto e um chapéu coco (semelhante ao de Charlie Chaplin), sendo um "pequeno homem" visitando uma cidade, prometendo que irá construir um muro em torno deles para protegê-los de um suposto apocalipse, em referência a Donald Trump.
Ao longo da digressão, a banda apresentava-se também em programas de reality shows, tocando algumas das canções que até aquele momento seriam lançadas no futuro álbum. Como parte do itinerário da turnê, o grupo também fez uma aparição no Bonnaroo Music Festival. Por fim, o encerramento da turnê consolidou-se em outubro de 2017, na cidade de São Paulo. Ainda em 2017, a turnê foi nomeada na categoria de "Best Live Act" da MTV Europe Music Awards. Ganhou a Prémio LOS40 Music de "Turnê do Ano", e de "Melhor Turnê" na iHeartRadio Music Awards 2018. Ao todo, adquiriu uma renda bruta de 317 milhões de dólares e com um público de 2,7 milhões de espectadores, alcançando a posição de número 12 no ranking de turnês musicais de maior bilheteria e a mais lucrativa daquele ano.

## Desenvolvimento e gravação
Em novembro de 2014, Bono sofreu um acidente de bicicleta no Central Park, na cidade de Nova York, tendo fraturado a escápula, úmero, órbita e dedo mínimo, ao ponto dele declarar que não tinha certeza se poderia tocar guitarra novamente. Em janeiro de 2015, através do site oficial, pronunciou-se sobre seus ferimentos, não conseguindo se lembrar completamente do ocorrido. Durante sua recuperação, compôs novas músicas com The Edge tocando os acordes. Bono disse que seu acidente de alguma forma beneficiou o álbum. The Edge afirmou que "no fim de um álbum, você está no máximo de sua potencialidade em termos de composição, arranjo e performance. É triste que você tenha que parar e depois começar outra fase do que fazemos, que é tocar ao vivo. Desta vez não paramos realmente. Bono está tentando lucrar com esse entusiasmo e lucidez.
Andy Barlow, produtor e membro da banda britânica Lamb, recebeu a oferta de produzir o álbum Experience enquanto estavam de passagem pela Rússia. Na semana seguinte, Barlow voou para a cidade de Mónaco, na França, para juntar-se ao grupo irlandês, descrevendo como um "teste de duas semanas". Barlow ficou surpreso com o quão acolhedor o U2 foi com suas ideias e com a rapidez que confiaram nele, particularmente Bono. Após a sessões em Mónaco, Barlow também foi convidado a se unir com a banda na cidade de Vancouver no Canadá, em um período de abril a maio de 2015, durante a turnê Innocence Tour no estádio do Pacific Coliseum. O produtor Jolyon Thomas também trabalhou com a equipe enquanto estavam em um estúdio de gravação móvel. Entre as canções em andamento que tiveram a pré-estreia no The New York Times durante os ensaios, destacaram-se "Red Flag Day", "Civilisation" e "Instrument Flying". Antes do show de estreia da turnê, The Edge disse que seria impossível que o grupo terminasse o álbum até o fim do mesmo ano, afirmando: "Acho que realmente depende se valerá a pena nos apressar nessas dez semanas que temos ao fim do turnê". Comparando o material em andamento do grupo ao álbum Zooropa (1993), que foi concluído durante a turnê Zoo TV Tour, o guitarrista declarou que as canções do décimo quarto álbum foram "bastante desenvolvidas". Após o seu tempo com o grupo em Vancouver, Barlow recebeu oficialmente o cargo de produtor. Continuaram a trabalhar no álbum em seu tempo livre em turnê, colaborando principalmente com os integrantes irlandeses de modo individual em seu itinerário, por conta do local em que estavam oferecer espaço suficiente para trabalhar em conjunto. O produtor descreveu esse processo como "montando um quebra-cabeça de cada vez". Barlow acabaria por passar dois anos trabalhando com o U2 em aproximadamente dez países, às vezes por meses de cada vez. Por sua estimativa, apenas 10% de seu trabalho ocorreu em estúdios de gravação — a maioria foi feita em vestiários, quartos de hotéis e mansões.
Até outubro de 2015, escreveu aproximadamente 18 canções das quais planejavam selecionar 12. Em retrocesso desse período, The Edge escreveu uma canção provisoriamente intitulada de "Tightrope". Na capa de uma edição da revista Q daquele mês, também mencionou as faixas "Much More Better" e "The Little Things That Give You Away". Em novembro de 2015, o guitarrista disse para a revista Hot Press que eles esperavam completar o álbum no início de 2016 e lançá-lo até o final daquele ano. Após terminar a turnê Innocence Tour em dezembro de 2015, dedicaram-se a trabalhar em Experience. Em fevereiro de 2016, estimava-se que as músicas já concluídas seriam completadas em um período de quatro a seis semanas, entretanto, que precisariam escrever o material adicional. Na matéria da revista, Bono chegou a comentar sobre duas novas melodias: "Landlady" e "Where the Shadows Fall". Em março, trabalharam na gravação com Thomas em uma mansão vitoriana alugada na cidade de Killiney, um subúrbio afastado no litoral de Dublin. Eles equiparam a casa, transformando-o em um estúdio musical improvisado e a colocaram no salão com vista para a baía. O baterista Larry Mullen Jr., usou um segundo kit de bateria, posicionando-se estrategicamente de forma que ecoasse melhor o som.

### Atrasos e adiamentos
A equipe mudou seu local de gravação. Enquanto desta vez a banda trabalhava em Los Angeles, The Edge dava a entender que o álbum ainda estava sem previsão de ser finalizado, afirmando que era "realmente difícil dizer quando estaria terminado", e acrescentou: "Estamos definitivamente estagnados nas ervas daninhas. Ainda não conseguimos ligar a 'máquina de pressão', por assim dizer [...] Estamos tentando ser mais ofensivos nesse novo material musical, e focar apenas em coisas que estamos convencidos serem boas ideias. Gostaríamos de falar que agora estamos prestes a editar a coleção central das canções que gravamos. Elas ainda não estão lapidadas, mas soa muito bem". Trabalhando em até 50 trechos de músicas individualmente, das quais 20 canções estavam em processo de formação, com 80% do que já haviam gravado começado entre 2015 e 2017. Em maio de 2016, o músico Ryan Tedder, reprisando sua participação como co-produtor no álbum anterior, afirmou que "nunca viu os membros da banda tão focados neste trabalho", enquanto descrevia o material em andamento como o mais animador desde o álbum All That You Can't Leave Behind (2000). Tedder também mencionou que o álbum era um material novo e que apenas uma ou duas canções eram das sessões gravadas de Innocence. No mês seguinte, foi dito que estavam a todo vapor para lançar o álbum até o fim de 2016.

Durante o intervalo da canção "Bullet the Blue Sky", a banda fez críticas a Donald Trump, em relação a suas propostas, como o muro fronteiriço dos Estados Unidos com México, em analogia com o muro de Berlim.

Em agosto de 2016, ao participarem de um casamento na cidade de Valência na Espanha, a banda falou aos fãs sobre o progresso de Experience; o baixista Adam Clayton afirmou que "esperavam algo dentro de seis meses", enquanto que o vocalista ao ser indagado sobre a turnê Innocence Tour, afirmou: "a segunda etapa da turnê será em 2017, mas vocês verão poucas coisas em setembro e outubro". O jornal The Irish Times reportou com base nesses comentários que o lançamento do álbum em setembro ou outubro de 2016 seria possível de coincidir com o 40º aniversário da banda e que a segunda fase da turnê retornaria em março de 2017. Apesar de terem planejado lançá-lo no quarto trimestre de 2016, no final eles decidiram adiá-lo; após algumas mudanças sócio-políticas conservadoras, como o voto da saída do Reino Unido da União Europeia, assim como a reavaliação do álbum caso precisasse ser ajustado em algum aspecto. The Edge afirmou: "Percebemos repentinamente que o mundo mudou quando estávamos prestes a lançá-lo. Depois de refletirmos sobre o assunto, concluímos que seria melhor aguardar por mais tempo". De acordo com o guitarrista, a maioria dos resultados dessas mudanças nas canções eram líricas e algumas bastante sutis, enfatizando ou expressando uma ideia, indicando que haviam escrito novas faixas com seu tempo extra. Em apoio à candidata Hillary Clinton, na eleição presidencial nos Estados Unidos em 2016, durante um show a banda fez críticas a Donald Trump, realizando algumas edições das citações feitas nos discursos de Trump, em referência a proposta de construir um grande muro na fronteira mexicana, com Bono afirmando: "Agora candidato, você entende que não são apenas os mexicanos que terão um problema com esse muro. São todos os que amam a ideal de América".

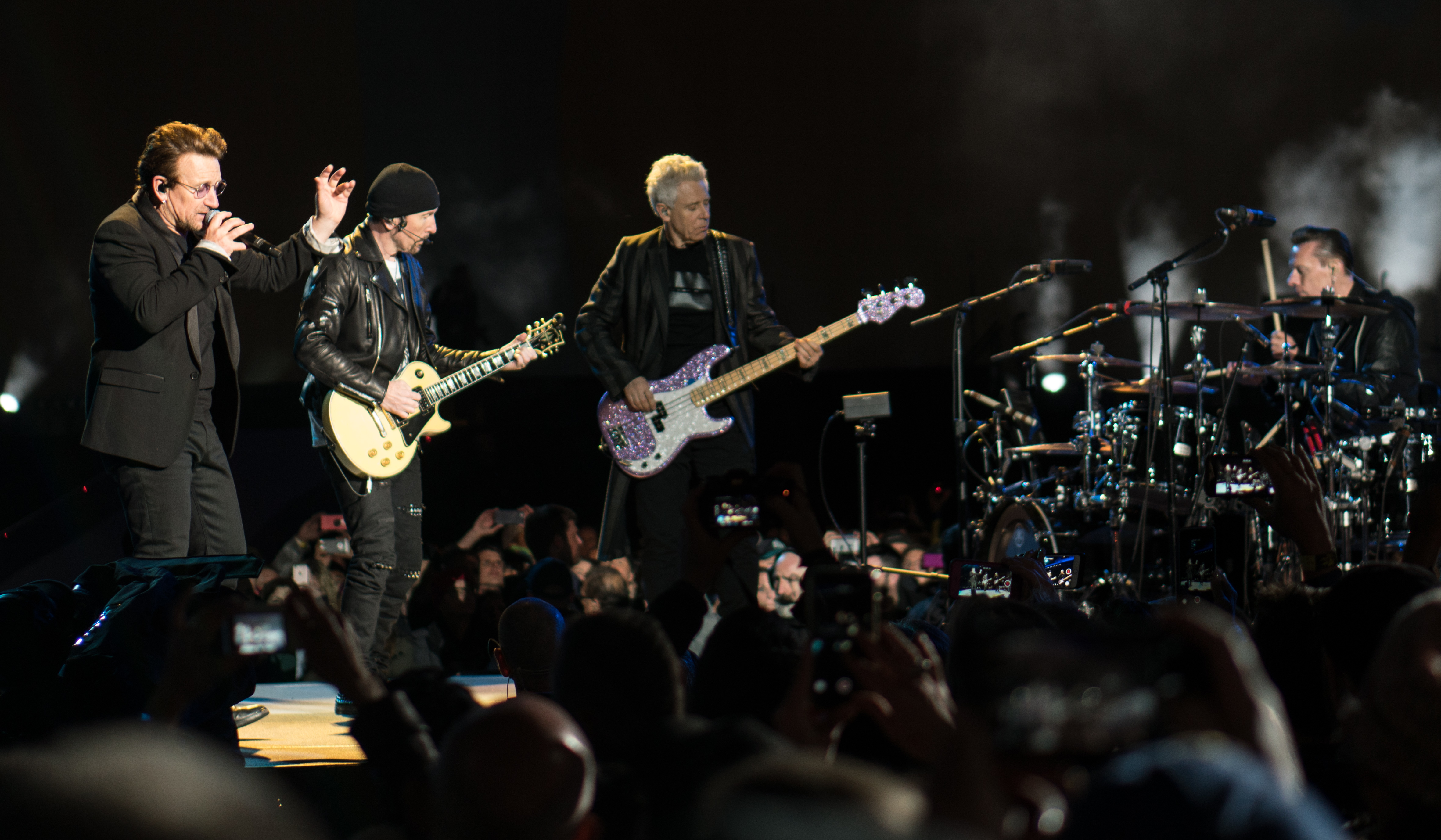
Apresentação da banda em Seattle, em maio de 2017, em performance da canção "The Little Things That Give You Away" durante a turnê The Joshua Tree Tour 2017, tornando-se a primeira música realizada em concerto, do álbum.

Os membros estavam interessados em explorar diferentes técnicas de produção e arranjos para suas faixas musicais. Clayton disse que queriam ajustar as mixagens depois da insatisfação com as canções do álbum anterior: "Não havia clareza em algumas das mixagens e precisávamos ser um pouco mais inventivos sonoricamente. Quero dizer, esse material, tornou-se muito difícil de tocá-las ao vivo". Bono afirmou que algumas canções de Innocence não tinham "coerência na produção". Como resultado, no outono de 2016, se reuniram em um espaço de ensaio para tocar as novas canções. Eles esperavam encontrar arranjos que funcionassem durante os concertos, de modo a evitar o hábito de regravar, lançar e reorganiza-los ao se prepararem para uma turnê. Em uma entrevista com Charlie Rose em setembro de 2016, Bono afirmou que uma turnê aconteceria no ano seguinte, sem se comprometer com uma data de lançamento. Em outubro de 2016, Tedder mencionou que já estava trabalhando nas gravações em parceria com os irlandeses havia um ano, dizendo que "haveria grandes remixes que iriam abrir portas para os fãs do U2". Em um vídeo lançado no Natal do mesmo ano, a banda anunciou que Experience seria lançado em 2017. A medida que as sessões de gravação continuavam, The Edge declarou que Bono passou por momentos difíceis durante este processo, chamando o fato de uma "luta mortal". O jornal The Irish Times notificou que no final de 2016 entre o Natal e Ano Novo, Bono teve uma experiência de quase morte, recusando-se a dar mais detalhes sobre o acontecimento. Como resultado do episódio, ele decidiu voltar a trabalhar nas letras, seguindo o conselho do poeta irlandês Brendan Kennelly para compor, "como se o mesmo estivesse falecido". Como resultado, compôs as canções como uma série de cartas para pessoas e lugares na qual sentia uma ligação pessoal. "Eu sei que o U2 cria álbuns como se fosse o último, mas desta vez, eu queria as pessoas ao meu redor sentisse exatamente o que eu senti", afirmou Bono. Também teve uma ideia a partir do poeta William Blake, ao se comparar como uma pessoa ingênua, na qual tornariam-se experientes.
O grupo oficializou o retorno da turnê The Joshua Tree Tour (1987), na qual consistia as canções do álbum The Joshua Tree (1987) no setlist de seus concertos. Enquanto isso, eles avaliaram a sonoridade individualmente, com Larry Mullen e Clayton trabalhando de forma separada, pois não obtiveram uma sincronização que pudesse ser tocada durante um show ao vivo. Depois de re-ensaiarem, em março de 2017, entraram para gravar no Electric Lady Studios, na cidade de Nova York, com a presença do produtor de longa data da banda, Steve Lillywhite, re-escrevendo novas músicas como um todo. Bono afirmou que Lillywhite foi a "melhor pessoa para produzir uma gravação em estúdio, de modo que dê para tocar ao vivo", ganhando satisfação dos resultados, encontrando uma síntese de suas "brutas performances", com overdubs de versões gravadas anteriormente. O guitarrista chamou-o de "a melhor química da banda misturada com a melhor tecnologia produtiva do século XXI". Na edição de abril de 2017 da revista Mojo, Clayton afirmou que haviam em torno de 15 canções com potencial de serem incluídas em Experience, mas que esperavam reduzir para 12 faixas. mencionando canções com os títulos de "The Showman", "Summer of Love" e "The Best Thing About You Is Me"  [sic].
A partir de maio de 2017, a banda iniciou a turnê The Joshua Tree Tour 2017, estreando a canção "The Little Things That Give You Away", e posteriormente "You're the Best Thing About Me" em alguns de seus concertos. A revista Hot Press mencionou que uma nova canção intitulada de "American Soul", teria a participação do rapper americano Kendrick Lamar; e divulgado que o U2 participaria da canção "XXX", de Lamar. A cantora Lady Gaga também participou no backing vocal da canção "Summer of Love". Mais tarde naquele mês, quando indagado sobre o novo álbum, Bono permaneceu não comprometido com uma data de lançamento, dizendo: "Achei que foi feito no ano passado". Ele admitiu que gastar mais tempo trabalhando no álbum melhorou, mas disse que "se você o deixasse para The Edge, ele ainda realizaria mais remixes até o próximo ano". No fim de agosto de 2017, a banda divulgou o lançamento da canção "The Blackout", confirmando também o primeiro single do álbum, "You're the Best Thing About Me", lançado em setembro de 2017. No mesmo mês, o guitarrista alegou que eles concordaram com a lista de faixas do álbum, a ordenação e as mixagens, indicando que estava "absolutamente pronto para ser lançado", com pequenos ajustes de mixagens ou mudanças líricas. No final de outubro, havia rumores sobre a divulgação das canções do álbum, sendo posteriormente confirmado no início de novembro em seu site oficial. Por fim, Barlow afirmou que estavam fazendo mudanças líricas nos últimos instantes da masterização de áudio, sendo divulgado para venda em download digital, no início de dezembro de 2017.

## Composição
Tematicamente, Experience explora a maturidade e também, uma coleção de cartas escritas pelo vocalista à pessoas mais íntimas. As reescritas têm um contexto político, afirmando refletir uma "luta mortal" durante o período de gravação do álbum. Em uma entrevista com Jonathan Dean, da revista The Times, ele fala sobre sua preocupação com relação ao legado de seu trabalho, afirmando: "No seu funeral, ninguém fala sobre o que você conquistou [...] Eles falam se você era engraçado ou não. Você era gentil com seus filhos? Então, estou me afastando cada vez mais e, me preocupando muito com o legado da banda ou com meu próprio trabalho, com o que meus filhos e amigos pensam a meu respeito". Em outra entrevista com Andy Greene, da Rolling Stone, ao ser perguntado sobre o critério de escolhas e processos das canções, alegou: "Ainda parece muito moderno, mas parece que tem mais influências do hip hop ou R&B, do que o rock em si. De qualquer forma, essas canções às vezes, fazem você pensar: 'Uau, OK! essa é a síntese que estamos tentando alcançar aqui".
A canção "Love Is All We Have Left" fala sobre o amor que nos resta. Fazendo um trocadilho, um recém-nascido que vem ao mundo indefeso, chorando e abandonado à beira da porta; ao mesmo tempo, fala sobre um telescópio em metáfora às estrelas e o modo de enxergar o mundo: "Agora, você está na outra extremidade do telescópio, sete bilhões de estrelas em seus olhos, tantas estrelas, tantas maneiras de ver".(traduzido do original) O frontman explica que a canção é também uma forma de dialética do "seu 'eu inocente' conversando com o seu 'eu experiente', no futuro". "Lights of Home" faz uma referência a "Señor (Tales of Yankee Power)", do álbum Street Legal (1978), de Bob Dylan. Em tradução, possui trechos que falam sobre a vida e morte: "Eu não deveria estar aqui porque eu deveria estar morto. Eu posso ver as luzes na minha frente, eu acredito que meus melhores dias estão à frente, eu posso ver as luzes na minha frente. Oh, Jesus, se eu ainda sou seu amigo, o que diabos, o que diabos você tem para mim?". Em entrevista, Bono revela que durante as gravações do álbum, teve uma experiência em que quase morreu, afirmando: "As pessoas passam por eventos de extinção de suas vidas, podendo ser psicológico ou físico. E sim, para mim foi físico, mas me poupei de toda essa novela" — o que de certo modo, explica o verso de abertura da canção: "Não deveria estar aqui porque eu deveria estar morto". A canção "You're the Best Thing About Me" diz respeito, tanto ao relacionamento da esposa [Ali Hewson] quanto aos filhos de Bono, com relação ao seu distanciamento dos entes queridos devido ao trabalho.
"Get Out of Your Own Way" são direcionadas às filhas de Bono, Eve e Jordan Hewson, como conselhos em suas desilusões da vida. "American Soul" fala sobre o ideal de "América". A uma entrevista, o vocalista diz que a "Irlanda é um país muito agradável. A França é um país excelente. A Grã-Bretanha também é um país excelente, mas não são um ideal. O pensamento de América é um ideal, e é um ótimo ideal. E o mundo sente uma participação desse conceito [...] Por isso que nos tornamos desagradáveis em relação a isso, pois o mundo precisa da América para obter sucesso". Com o contexto político, a canção "Summer of Love" aborda os refugiados da guerra civil na Síria, afirmando: "O problema é a Costa Oeste da Síria, e não a Costa Oeste da Irlanda ou da Califórnia, como muitos pensaram". "Red Flag Day" retrata o contraste entre um casal privilegiado tentando recuperar o romance no litoral, enquanto que do outro lado da margem, uma família tenta embarcar em uma jangada improvisada para atravessar o mar". A música "The Showman (Little More Better)" manifesta a auto-estima e auto-depreciação: "Não ficar melancólico é a coisa mais importante a se fazer, caso você esteja lutando para sair dessa situação. Auto-piedade? Nós irlandeses, somos recordistas mundiais nisso; É nossa característica nacional menos interessante. E eu nunca quis me render a isso, então de repente o punk rock se tornou realmente importante", afirmou Bono. "The Little Things That Give You Away" exprimi uma missão não específica, em busca de algo, como no verso "O que era liberdade, pode custar-lhe seu privilégio".(traduzido do original)
Em "Landlady", ao contrário do que o título possa transparecer — uma dedicatória a Ali, também possui um contexto da história do vocalista, no período em que saiu de casa após o falecimento de sua mãe quando tinha 14 anos, fazendo uma breve referência da canção "This Is Where You Can Reach Me Now", do álbum Innocence (2014). A canção possui influências de Dylan, dizendo: "Aprendi muito com Bob [Dylan] ao longo dos anos, e uma coisa que aprendi é que, no auge de sua seriedade, você precisa de humor. Você precisa de um bom humor. É por isso que estou tão orgulhoso do álbum [...] Espero que tenha apenas humor e humildade suficiente para que ele não seja excitante". A canção "The Blackout" reflete a relevância e a atual atividade do U2. Em uma analogia, os membros do grupo se aplicam ao dinossauro – denotando o longo período que a banda está ativa – como no verso de introdução da canção: "Um dinossauro se pergunta por que ele ainda anda pela Terra".(traduzido do original)
"Love Is Bigger Than Anything in Its Way" possui um tema introspectivo e otimista, com Bono tendo uma espécie de "epifania ao anoitecer na sua casa de praia". Por fim, a canção de encerramento, "13 (There Is a Light)" também gira em torno de Innocence, como sendo uma versão "madura" da canção "Song for Someone" (2014) – tomando como base a temática do álbum, a maturidade. Ao contrário da dedicatória de "Song for Someone" ser para Ali, "13 (There Is a Light)" é uma "renovação do compromisso com o propósito e o sustento que ele ainda encontra na música, composição e performance".

## Capa, encarte e título

Divulgação do lançamento da capa, encarte e formatos do álbum, incluindo a plataforma streaming.

A capa de Experience foi realizada pelo fotografo, diretor e colaborador de longa data da banda, Anton Corbijn, na presença de Eli Hewson e Sian Evans de mãos dadas – filhos do vocalista Bono e do guitarrista The Edge, respectivamente; remetendo à capa de Songs of Innocence (2014), com Larry Mullen junto a seu filho. A filha de Edge, Sian Evans, além de ter estado na capa do álbum, participou de sessões fotográficas como capa de "You're the Best Thing About Me", lançado em setembro de 2017. Em ambas as fotos, Evans faz uso de um stahlhelm (capacete de aço militar), assemelhando-se com o de Peter Rowan – garoto da capa dos álbuns do U2, Boy (1980) e The Best of 1980-1990 (1998).
O álbum foi lançado em três formatos. No formato CD, o encarte começou a ser produzido em 22 de novembro, com o digipack das edições deluxe incluindo quatro faixas extras (no Japão, foram incluídas cinco); no vinil, face dupla translúcida de cor ciano-azul; e dowload digital. O conjunto continha um cartaz exclusivo, acompanhado de 16 páginas do jornal do álbum e um cartão.
Por ser um álbum complementar de Songs of Innocence (2014), o título também foi inspirado pela obra literária Canções de Inocência e de Experiência (1789) do poeta William Blake, prescrevendo a época em que os membros da banda estavam com mais maturidade.

## Divulgação e lançamento
| Songs of Experience                      | "Bem-aventurados os países de 'merda', pois nos deram o Sonho Americano! Bem-aventurados são os arrogantes, porquê deles serão o reino da própria companhia! Bem-aventurados os valentões, porquê um dia eles terão de se defender!". | Songs of Experience |
| — Bono rebatendo Trump, sobre imigração. | |                     |

Em maio de 2017, eles se apresentaram no late-night talk show americano Jimmy Kimmel Live!, tocando a canção "The Little Things That Give You Away". O jornal The Irish Sun, informou que "You're the Best Thing About Me" seria lançado como o primeiro single do álbum, noticiando a data prevista para o lançamento do mesmo; a banda também anunciou que a canção seria promovida como single. Em agosto de 2017, vários fãs americanos receberam cartas enigmáticas, a procura de uma nova versão da banda. As letras continham textos que mencionavam Canções de Inocência e de Experiência de William Blake, com uma silhueta do filho de Bono e a filha de Edge na capa do álbum, bloqueando a maior parte do texto, com exceção de algumas palavras revelando a seguinte mensagem: "Blackout... Está claro que você vai acontecer... U2.com"(traduzido do original), podendo ser lido como um verso que dizia: "U2 irá anunciar". A divulgação da canção "The Blackout" foi realizada no dia do eclipse solar em agosto de 2017. No final de agosto, foi publicado um pequeno vídeo musical da música, anunciando que estrearia no dia seguinte através do Facebook Live e no site oficial do grupo, revelando sua performance ao vivo. No início de setembro, a banda tocou "You're the Best Thing" no programa The Tonight Show Starring Jimmy Fallon, um dia após o seu lançamento oficial; o grupo também tocou-a em um concerto na cidade de Indianapolis, durante a The Joshua Tree Tour 2017.

Performance da banda na Estátua da Liberdade, durante a cerimonia de abertura do 60º Prémio Grammy.

No final de outubro, os fãs receberam novas mensagens enigmáticas. Desta vez, continha a lista de faixas do álbum. Em novembro, a banda anunciou oficialmente os detalhes de seu lançamento; o dia para 1º de dezembro foi confirmado, junto com a imagem de capa e os formatos. Além disso, as faixas "Get Out of Your Own Way" e "The Blackout" foram lançadas, simultâneo com o início do período da turnê Experience Tour na América do Norte, em 2018. O grupo realizou um mini-concerto na praça Trafalgar Square, em Londres, antes de receberem o Prémio EMA para a categoria de "Ícone Global" de 2017. Em 17 de novembro, "American Soul" foi lançada em áudio; Uma semana depois, lançaram um disco de vinil de 12 polegadas de "The Blackout" para a Record Store Day, na Black Friday. Lançado em parceria com a gravadora Third Man Records, a canção inclui uma versão padrão e uma versão remix, por Jacknife Lee.
No final de janeiro de 2018, a banda apresentou-se duas vezes durante a cerimonia principal do Prémio Grammy de 2018: A primeira, participou da canção "XXX" em apoio a Kendrick Lamar, junto com Dave Chappelle; a segunda performance, em modo solo do grupo, tocaram "Get Out" na Estátua da Liberdade, fazendo ode aos imigrantes da fronteira.

### Promoção
Em dezembro de 2017, durante a semana do lançamento do álbum, a banda participou de várias promoções. A Amazon Music produziu uma programação de rádio online sobre a banda, denominada The U2 Experience; o conteúdo, disponível dois dias antes de seu lançamento, incluiu todas as canções de carreira do grupo, tanto entrevistas quanto gravações ao vivo durante a turnê de 30 anos da The Joshua Tree Tour. Da mesma forma, a Spotify produziu um mini-documentário sobre eles, denominado U2 in America, que foi disponibilizado como parte de uma lista de reproduções de suas músicas. No dia da estreia, Bono fez uma aparição no programa de futebol americano, Good Morning Football. Foram convidados no programa Saturday Night Live em 2 de dezembro, em entrevista com a atriz conterrânea Saoirse Ronan. De forma breve, tocaram sob a high line, na cidade de Nova York, e um show acústico na linha de metrô com mesmo nome, em Berlim.
Para sua promoção, a banda fez aparições em programas de TV. Novamente, fez uma aparição no programa Jimmy Kimmel Live!, para promover não somente o álbum, como também na campanha no Dia Mundial de Combate à AIDS, através da (Red). Sua primeira aparição foi no programa Che Fa Tempo Che, em Milão, na Itália. Pela BBC Two, realizou uma entrevista com o locutor de rádio Howard Stern, tocando as canções "You're the Best Thing" e "Get Out". Pela BBC One, denominado U2 at the BBC, vindo ao ar em 19 de dezembro, executando algumas canções do álbum acompanhado de coro e orquestra, uma versão da canção "All I Want Is You", e a inclusão do making-of do passeio deles pela cidade de São Paulo junto a apresentadora Cat Deeley, durante o período da turnê The Joshua Tree Tour 2017, no Brasil. Através da Spotify Singles, os músicos postaram versões ao vivo da canção "The Little Things", e uma versão cover da canção do músico Marvin Gaye, "What's Going On" (1971), enquanto estavam em Los Angeles. A canção "American Soul" foi usada em um anúncio de televisão para o Divisão I da NCAA Basketball Championship de 2018. pela CBS e pela Turner Sports. Foi tocada no início das transmissões dos jogos, antes e depois dos intervalos comerciais e em propagandas de televisão. A ESPN também tocou-a na cobertura televisiva do dia de abertura na Major League Baseball de 2018.

## Recepção musical

### Crítica profissional
| Críticas profissionais | Críticas profissionais |
| Pontuações agregadas   | Pontuações agregadas   |
| Fonte                  | Avaliação              |
| ---------------------- | ---------------------- |
| Metacritic             | 63/100                 |
| Avaliações da crítica  |                        |
| Fonte                  | Avaliação              |
| Allmusic               | [ 127 ]                |
| Consequence of Sound   | C–                     |
| The Daily Telegraph    | [ 129 ]                |
| The Guardian           | [ 130 ]                |
| The Independent        | [ 131 ]                |
| Mojo                   | [ 132 ]                |
| Pitchfork Media        | 5.3/10                 |
| Rolling Stone          | [ 84 ]                 |
| Q                      | [ 134 ]                |
| NME                    | [ 135 ]                |

Em termos gerais, Songs of Experience recebeu avaliações favoráveis. De acordo com a revisão da Metacritic, recebeu uma pontuação média de 63/100; com base em 161 revisões, 110 foram positivas, 13 mistas e 38 negativas. Stephen Thomas Erlewine, do Allmusic, foi misto em sua avaliação: "Tudo é tão familiar, levando um tempo para perceber que os ecos sonoros de Edge são sutis, que os ritmos às vezes são limitados por um tenso sequenciamento". David Sackllah, da Consequence of Sound, afirmou que o "álbum se encontrou sendo trabalhado várias vezes por eles", mas que apesar de "ser desarticulado, apresenta momentos de grandeza" em algumas canções. Neil McCormick, do The Daily Telegraph, alegou que o álbum está repleto de "grandes ganchos substanciais combinados com coro musical", complementando ao grupo para fundir seu conflito pessoal com a positividade musical, dizendo que "Experience não é um trabalho de homens jovens. Ele mostra a maturidade e segurança do grupo, tocando canções de paixão e com propósitos".
Alexis Petridis, do The Guardian, em sua revisão de quatro estrelas, afirmou que "apesar de suas falhas, o disco é audivelmente melhor do que qualquer um de seus antecessores. Por um lado, nem todos os seus erros são esmagadores". Andy Gill, do The Independent, foi mais crítico afirmando que "raramente uma banda de tal estatura pareceu ser tão fraca e desprovida de inspiração como eles fizeram nesse álbum". O crítico disse que a banda tinha sido "reduzida a truques baratos e as velhas banalidades exaustivas valem apenas nos acordes em que estão limitados – que são as melodias mais irrelevantes de sua carreira". James McNair, da revista Mojo, afirmou que o álbum "é uma fera infinitamente melhor em relação ao antecessor [...] O álbum mais forte do U2 deste século", elogiando o material por seus ganchos e por suas canções de finalização, nas quais ele sentia uma certa vulnerabilidade no vocalista. Calum Marsh, da Pitchfork Media, teve uma crítica mista do material lançado. "O medo de parecer 'um pouco fora de contato'. Quase 30 anos depois que Bono declarou no palco que a banda teve que 'ir embora e sonhar tudo de novo', ainda é o principal catalisador criativo. E em Experience, a ansiedade é mais aparente do que nunca. Bono ao que parece, passou muito tempo em torno de muitos estereótipos", afirmou o avaliador.
David Fricke, da Rolling Stone, alegou que a "reflexão do grupo sobre a mortalidade traz uma 'urgência que liga e impulsiona o salto de mosaico do álbum'", elogiando o grupo por oferecer vislumbres de seu trabalho passado, dizendo: "O efeito crescente é uma carga de humor dinâmico e uma missão ainda certa". Andrew Perry, da Q, disse que "provavelmente terminará como um clássico de fim de carreira". O revisor elogiou o grupo por sua capacidade de evocar uma variedade de sons: "Eles foram longe, permanecendo no período pós-moderno e imprevisíveis. Capazes de assumirem muitos sons e vozes, invocando sua inocência do anos 80, mas também sem nenhuma experiência, mestres de cada centímetro de suas atividades". Mark Beaumont, da NME, em sua revisão de apenas duas estrelas, afirmou que o álbum "[...] Se assemelha a uma imitação de uma imitação de outros grupos musicais". Pablo Gordini, da Associated Press, afirmou que "assim como o álbum antecessor de 2014, Experience é o produto de um processo de gravação difícil e prolongado. Muito mais do que Innocence, no entanto, os membros criaram um álbum emocionante e pronto para serem tocados ao vivo no uso dos sons característicos da banda". Tim De Lisle, do jornal The Mail on Sunday elogiou o grupo, afirmando que "após 41 anos, o segredo do U2 é a sua unidade, quase a maior força que uma banda poderia ter [...] Você supera sua crise da meia-idade e depois de passar algum tempo com eles, você se sente bem". Outro revisor que se sentiu satisfeito foi o crítico Eric Lalor, do jornal irlandês Joe: "Este é realmente um álbum impactante, fazendo escutar uma, duas ou três vezes. Conviver com este álbum é como um feitiço prolongado determinando se o álbum atinge o patamar de The Joshua Tree (1987), Achtung Baby (1991) ou até mesmo, o álbum cruelmente subestimado, Pop (1997)".

### Reconhecimento e controvérsias
Apareceu no ranking da revista Rolling Stone, alcançando a posição de número 3, na lista dos "50 Melhores Álbuns de 2017", afirmando: "É um mito de criação do rock que manifesta a magia eterna da música, entregue por uma banda que se recusa a deixar desaparecer". Em contra-partida, a revista Consequence of Sound, divulgou uma nota de reprovação do álbum estar no "Top 10" do ranking dos "50 Melhores Álbuns do Ano" pela Rolling Stone, afirmando: "[...] podemos dizer que não está perto de ser um dos melhores álbuns de 2017 [...] o álbum é um dos piores lançamentos do ano, sendo outro fracasso da discografia da banda" e que o "álbum somente classificou-se na lista, graças a Jann Wenner", fundador da Rolling Stone. Allan Raible, da ABC News, também considerou Experience como o "melhor álbum de 2017". Na pesquisa dos críticos na final de ano pela Pazz & Jop de 2017, Experience empatou na posição de número 98.
Hermes também classificou a canção "Lights of Home" na posição de número 5, na lista das "50 Melhores Canções de 2017", concluindo que "tudo o que a banda fez até aqui é excelente, levando para casa aquele espírito de luta". Jon Pareles, da revista The New York Times, classificou a canção "The Blackout" na posição de número 4, na lista de "54 Melhores Canções de 2017", dizendo: "A democracia enfrenta um 'evento de extinção?' A banda pondera a situação com zumbidos, uma sonoridade de lamentação e um batida de dançante". O álbum também foi nomeado na categoria de "Melhor Álbum de Rock" da Billboard Music Awards de 2018.

## Singlesde divulgação

### Oficial
O primeiro single do disco, "You're the Best Thing About Me", foi lançado em 6 de setembro de 2017. No final de agosto de 2016, a canção que viria a ser lançada futuramente, estreada na versão remix pelo DJ de música eletrônica norueguês Kygo, durante sua performance no Cloud 9 Festival. Obteve um desempenho comercial razoável, estando presente em 24 países diferentes e conseguindo alcançar o "Top 10" em dez paradas musicais diferentes. Estreando na 18ª posição pela Billboard Adult Alternative Songs, acabou por assumir a posição de número 1 um mês após à sua estreia. No Rock Airplay de todos os formatos, a canção acumulou uma audiência de 3,1 milhões de impressões nos seus primeiros cinco dias, registrando a 42ª canção pela Alternative Songs – desde sua estreia, em 1988 – empurrando a banda de rock americana Pearl Jam para a vice-liderança, com uma diferença de quatro canções. Um lyric video produzido pelo diretor Jonas Åkerlund, sendo lançado em 27 de setembro juntamente com a plataforma da Vevo, visto por aproximadamente seis milhões de visualizações. O vídeo musical foi gravado no Ray's Pizza e, em um ônibus panorâmico, na cidade de Nova York, obtendo quase oito milhões de visualizações.
A segunda promo foi a canção "Get Out of Your Own Way", sendo lançada em março de 2018. O vídeo musical dela foi lançada em forma de animação, abordando a atual situação política mundial. Na Europa, esteve presente nas paradas musicais da Bélgica, França e Suíça. Nos Estados Unidos, entrou na posição de número 29 da Rock Songs, número 17 no Rock Digital Song Sales, 31ª posição na Adult Pop Songs, na 3ª posição do Triple A, e 6ª posição do LyricFind Global.

### Promocional
"The Blackout" foi a primeira canção a ser divulgada oficialmente pela banda – mesmo antes do lançamento de "You're the Best Thing About Me" como single principal – em sua página do Facebook, enviando uma mensagem ao email dos assinantes do site oficial. Um video musical da canção foi lançado em novembro de 2017, estilo em preto-e-branco. Posteriormente, lançam também um lyric video de "American Soul" – que contém a participação de Kendrick Lamar.
Em março de 2018, divulgaram o lançamento do segundo single "Lights of Home", com edição especial limitada para o Record Store Day, lançando uma versão remix do músico americano Beck, sendo lançado oficialmente em 21 de abril de 2018. Alcançou a posição de número 42 na Ultratop da Bélgica.
O segundo single promocional foi a canção "Love Is Bigger Than Anything in Its Way", acompanhado também do lyric video. Sendo dirigido por David Mushegain — fotógrafo e cineasta da revista Vogue, a ideia original do vídeo musical era focalizar os indivíduos da comunidade LGBT. Um EP da canção foi lançada em maio de 2018, com vários remixes — incluindo uma versão de Beck. A canção marcou presença em algumas paradas musicais nos Estados Unidos, alcançando a posição de número 3 no Triple A, posição de número 11 na LyricFind Global, posição de número 21 na Adult Contempory, e outras paradas musicais.

## Desempenho comercial
Nos Estados Unidos, Songs of Experience ocupou a primeira posição na Billboard 200. De acordo com a Nielsen SoundScan, foram vendidas cerca de 186 mil unidades na semana que terminou 7 de dezembro, desbancando o álbum Reputation (2017), da cantora pop americana Taylor Swift. Deste valor, 180 mil cópias em formas físicas, digitais e serviços streaming foram vendidas. Experience foi o maior em número de vendas na categoria de um álbum de rock em 2017; o último nesta categoria, foi registrado com o álbum Hardwired... to Self-Destruct (2016), da banda Metallica.
Segundo a revista Billboard, com Experience, o U2 é o primeiro e único grupo musical a alcançar a posição de número 1 da Billboard em 40 anos. Primeiramente, seu primeiro número 1 foi com o álbum que até hoje é considerado uma das suas maiores obras, The Joshua Tree (1987); foi tão bem sucedido, que logo conseguiram alcançar o topo da parada com Rattle and Hum (1988). Durante a década de 1990, foi um período muito bem sucedido e simultaneamente tumultuado para o grupo, destacando-se Achtung Baby (1991), embora alguns dos outros álbuns desta década não tivessem tido a mesma repercussão, Zooropa (1993) e Pop (1997) conseguiram alcançar facilmente o topo da Billboard 200.}} Na década de 2000, apesar da grande reinvenção musical com All That You Can't Leave Behind (2000) ter alcançado a posição de número 3, abriu portas para que os dois lançamentos seguintes alcançasse a liderança, como How to Dismantle an Atomic Bomb (2004) e No Line on the Horizon (2009). Estreou na posição de número 1 pela Alternative Albums, permanecendo no topo por duas semanas, descendo para a posição de número 3 em janeiro de 2018, pelo álbum Evolve (2017), da banda Imagine Dragons. Pela Tastemaker Albums, estreou no topo, juntamente com a Top Rock Albums. No Canadá, o álbum alcançou 25 mil cópias vendidas na semana de seu lançamento, com 24 mil cópias vendidas da forma tradicional. Experience foi o sexto álbum do grupo a alcançar o topo na Canadian Albums Chart, uma vez que No Line permaneceu por três semanas na liderança em 2009. Levou certificação de ouro pela Music Canada, totalizando 40 mil álbuns vendidos.
No Reino Unido, ocupou a primeira posição pela Official Charts Company (OCC), obtendo sete mil vendas a mais que o álbum The Thrill of It All (2017), do cantor Sam Smith, sendo o décimo primeiro álbum dos irlandeses a alcançar a primeira posição no país; pela British Phonographic Industry (BPI), levou certificação de prata, a cerca de 60 mil unidades comercializadas. Na Bélgica, liderou nas paradas da região de Flandres por um período de seis semanas seguidas; ganhou certificação de ouro pela Belgian Entertainment Association (BEA). Atingiu o topo nas tabelas da Croácia, Coreia do Sul, Irlanda, Países Baixos, e Portugal, com uma média de quatro a seis semanas na primeira posição. Levou certificações de ouro na Áustria e Espanha; e de platina na Itália e França, com 20, 50 e 100 mil unidades vendidas, respectivamente. Com exceção da liderança, também esteve presente no "Top 10" em mais de 23 paradas musicais diferentes. Mundialmente, foi o sexto álbum mais vendido em 2017, vendendo 1.3 milhões de cópias.

## Experience + Innocence Tour

Apresentação da banda na noite de abertura da turnê Experience Tour na cidade de Tulsa, nos Estados Unidos.

No dia 1º de novembro de 2017, antes do lançamento do álbum e após o término da The Joshua Tree Tour 2017 (2017), a banda oficializou a turnê Experience Tour e anunciando a abertura de pré-vendas — sendo sequência da Innocence Tour (2015). A banda fez uma parceria com o Citigroup e a Live Nation, no programa "Verified Fan" da Ticketmaster, no esforço para combater venda ilegal de ingressos por cambistas (scalpers). Através deste método, cada ingresso comprado pelos assinantes teria como acompanhamento uma cópia do álbum. A turnê caracteriza-se pela inovação tecnológica durante os concertos, proporcionando o que eles chamam de "realidade aumentada" através de um aplicativo móvel, que permite ao usuário visualizar a performance ao vivo do grupo sem estar no show, no smartphone com sistemas iOS e android.
Com 59 shows e duas etapas planejadas, a primeira etapa da digressão começou em 2 de maio de 2018 no BOK Center Arena, localizado na cidade de Tulsa, nos Estados Unidos; e com finalização em 3 de julho, na cidade de Uncasville. Em janeiro de 2018, divulgaram a segunda etapa da turnê na Europa, prevista para início em 31 de agosto em Berlim, na Alemanha; e com finalização em 10 de novembro no 3Arena, na cidade de Dublin, na Irlanda.

## Lista de faixas
Todas as letras escritas por Bono, todas as músicas compostas por U2, exceto onde indicado.
| N.º            | Título                                    | Música                                                         | Produtor(es)                                                 | Duração |  |
| 1.             | "Love Is All We Have Left"                |                                                                | Andy Barlow                                                  | 2:41    |  |
| 2.             | "Lights of Home"                          | U2 · Alana Haim · Danielle Haim · Este Haim · Ariel Rechtshaid | Jacknife Lee · Ryan Tedder · Brent Kutzle · Jolyon Thomas(a) | 4:16    |  |
| 3.             | "You're the Best Thing About Me"          |                                                                | Lee · Steve Lillywhite · Tedder                              | 3:45    |  |
| 4.             | "Get Out of Your Own Way"                 |                                                                | Lee · Tedder · Lillywhite · Kutzle(a)                        | 3:58    |  |
| 5.             | "American Soul"                           |                                                                | Lee(a) · Thomas(a) · Declan Gaffney(a)                       | 4:21    |  |
| 6.             | "Summer of Love"                          |                                                                | Tedder · Kutzle · Lee(a)                                     | 3:24    |  |
| 7.             | "Red Flag Day"                            |                                                                | Tedder · Lillywhite · Kutzle · Barlow                        | 3:19    |  |
| 8.             | "The Showman (Little More Better)"        |                                                                | Tedder · Lillywhite · Lee(a)                                 | 3:23    |  |
| 9.             | "The Little Things That Give You Away"    |                                                                | Thomas · Barlow(a)                                           | 4:55    |  |
| 10.            | "Landlady"                                |                                                                | Lee · Tedder(b) · Barlow(a)                                  | 4:01    |  |
| 11.            | "The Blackout"                            |                                                                | Lee · Tedder(b) · Kutzle(a)                                  | 4:45    |  |
| 12.            | "Love Is Bigger Than Anything in Its Way" |                                                                | Lee                                                          | 4:00    |  |
| 13.            | "13 (There Is a Light)"                   |                                                                | Tedder · Paul Epworth                                        | 4:19    |  |
| Duração total: | Duração total:                            | Duração total:                                                 | Duração total:                                               | 51:11   |  |

| Faixas bônus da edição deluxe |                                              |                                                                |                                     |         |  |
| N.º                           | Título                                       | Música                                                         | Produtor(es)                        | Duração |  |
| 14.                           | "Ordinary Love" (Extraordinary Mix)          | U2 · Brian Burton                                              | Danger Mouse · Epworth · Gaffney(a) | 3:47    |  |
| 15.                           | "Book of Your Heart"                         |                                                                | Barlow                              | 3:55    |  |
| 16.                           | "Lights of Home" (St Peter's String Version) | U2 · Alana Haim · Danielle Haim · Este Haim · Ariel Rechtshaid | Tedder · Lee · Kutzle · Thomas(a)   | 4:33    |  |
| Duração total:                | Duração total:                               | Duração total:                                                 | Duração total:                      | 63:36   |  |

| Faixa adicional da edição deluxe (CD) |                                                |                  |         |  |
| N.º                                   | Título                                         | Produtor(es)     | Duração |  |
| 17.                                   | "You're the Best Thing About Me" (U2 vs. Kygo) | Lee · Kygo(a)(c) | 4:16    |  |
| Duração total:                        | Duração total:                                 | Duração total:   | 68:02   |  |

| Faixa adicional da edição deluxe (CD) lançada no Japão |                                     |                |         |  |
| N.º                                                    | Título                              | Produtor(es)   | Duração |  |
| 18.                                                    | "The Blackout" (Jacknife Lee Remix) | Lee(c)         | 7:18    |  |
| Duração total:                                         | Duração total:                      | Duração total: | 75:32   |  |

| Faixas da edição deluxe (vinil) | |         |  |
| N.º                             | Título | Duração |  |
| 1.                              | "Lado 1" - 1. Love Is All We Have Left - 2. Lights of Home - 3. You're the Best Thing About Me - 4. Get Out of Your Own Way - 5. American Soul" |         |  |
| 2.                              | "Lado 2" - 6. Summer of Love - 7. Red Flag Day - 8. The Showman (Little More Better) - 9. The Little Things That Give You Away"                 |         |  |
| 3.                              | "Lado 3" - 10. Landlady - 11. The Blackout - 12. Love Is Bigger Than Anything in Its Way - 13. 13 (There Is a Light)"                           |         |  |
| 4.                              | "Lado 4" - 14. Ordinary Love (Extraordinary Mix) - 15. Book of Your Heart - 16. Lights of Home (St Peter's String Version)"                     |         |  |

## Paradas musicais
| País/Parada (2017)                       | Melhor posição |
| ---------------------------------------- | -------------- |
| Alemanha (Media Control Charts)          | 2              |
| Argentina (CAPIF)                        | 9              |
| Argentina (CAPIF) (edição deluxe)        | 6              |
| Austrália (ARIA)                         | 5              |
| Áustria (Ö3 Austria Top 40)              | 2              |
| Bélgica (Ultratop Flandres)              | 1              |
| Bélgica (Ultratop Valônia)               | 2              |
| Canadá (Canadian Albums)                 | 1              |
| Croácia (Top Foreign Albums)             | 1              |
| Coreia do Sul (Gaon Album Chart)         | 58             |
| Coreia do Sul (Gaon Album International) | 1              |
| Dinamarca (Hitlisten)                    | 2              |
| Escócia (Scottish Albums Charts)         | 3              |
| Eslováquia (Albums Top 100)              | 2              |
| Espanha (PROMUSICAE)                     | 2              |
| Estados Unidos (Alternative Albums)      | 1              |
| Estados Unidos (Billboard 200)           | 1              |
| Estados Unidos (Digital Albums)          | 2              |
| Estados Unidos (Tastemakers)             | 1              |
| Estados Unidos (Top Rock Albums)         | 1              |
| Estados Unidos (Vinyl Albums)            | 5              |
| Finlândia (Suomen virallinen lista)      | 6              |
| França (SNEP)                            | 2              |
| Grécia (IFPI Grécia)                     | 10             |
| Hungria (MAHASZ)                         | 7              |
| Irlanda (Irish Albums Chart)             | 1              |
| Itália (FIMI)                            | 2              |
| Japão (Oricon)                           | 9              |
| Noruega (VG-lista)                       | 5              |
| Nova Zelândia (Recorded Music NZ)        | 9              |
| Países Baixos (Dutch Charts)             | 1              |
| Polônia (ZPAV)                           | 4              |
| Portugal (AFP)                           | 1              |
| Reino Unido (UK Albums Chart)            | 5              |
| Reino Unido (UK Vinyl Albums)            | 1              |
| República Tcheca (Albums Top 100)        | 2              |
| Suécia (Sverigetopplistan)               | 2              |
| Suíça (Schweizer Hitparade)              | 2              |
| País/Parada (2018)                       | Melhor posição |
| Bélgica (Ultratop Flandres)              | 102            |
| Bélgica (Ultratop Valônia)               | 81             |
| Itália (FIMI)                            | 57             |
| Suíça (Schweizer Hitparade)              | 24             |

| País/Parada (2017)              | Posição fixada |
| ------------------------------- | -------------- |
| Alemanha (Media Control Charts) | 42             |
| Austrália (ARIA Charts)         | 74             |
| Áustria (Ö3 Austria)            | 48             |
| Bélgica (Ultratop Flandres)     | 41             |
| Bélgica (Ultratop Valônia)      | 34             |
| Dinamarca (Hitlisten)           | 87             |
| Espanha (PROMUSICAE)            | 22             |
| França (SNEP)                   | 31             |
| Hungria (MAHASZ)                | 75             |
| Itália (FIMI)                   | 15             |
| Países Baixos (Dutch Charts)    | 16             |
| Polônia (ZPAV)                  | 57             |
| Reino Unido (UK Albums Charts)  | 82             |
| Suíça (Schweizer Hitparade)     | 84             |

## Certificações
| Alemanha (BVMI) | Ouro       | 100 000‡ |
| Áustria (IFPI Áustria) | Ouro       | 7 500‡   |
| Bélgica (BEA) | Ouro       | 15 000‡  |
| Canadá (Music Canada) | Ouro       | 40 000‡  |
| Espanha (PROMUSICAE) | Ouro       | 20 000‡  |
| França (SNEP) | 2× Platina | 200 000‡ |
| Itália (FIMI) | 2× Platina | 100 000‡ |
| Polônia (ZPAV) | Ouro       | 10 000‡  |
| Portugal (AFP) | Ouro       | 7 500^   |
| Reino Unido (BPI) | Ouro       | 100 000‡ |
| *Certificação com base no número de vendas. ^Certificação com base no varejo. ‡Certificação com base nas vendas + streaming. |            |          |

## Créditos
Adaptado da contra-capa do encarte.
U2
- Bono – vocal
- The Edge – guitarra, backing vocal, teclado
- Adam Clayton – baixo
- Larry Mullen Jr. – bateria, percussão

Performance adicional
- Andy Barlow – teclado adicional (faixas 1 e 9), programação (faixa 1), sonoplastia (faixa 1)
- Dawn Kenny – crédito adicional (faixa 1)
- Jacknife Lee – teclado adicional (faixas 2, 3, 5, 11 e 12), guitarra adicional (faixas 2, 5, 10, 11 e 12), programação (faixas 2, 3, 5, 11 e 12), teclado (faixa 6), backing vocal adicional (faixa 12)
- Haim – backing vocal adicional (faixa 2)
- Ryan Tedder – programação/programação adicional (faixas 3, 6 e 7), backing vocal/fundo (faixas 4, 6, 7 e 8), teclado (faixa 6),  guitarra adicional (faixa 8)
- Brent Kutzle – programação/programação adicional (faixas 3, 6 e 7), teclado/teclado adicional (faixas 4 e 6), guitarra adicional/violão (faixas 6 e 7)
- Davide Rossi – corda (faixas 3 e 10)
- Kendrick Lamar – outro (faixa 4), intro (faixa 5)
- Goshua Usov – teclado adicional (faixa 4)
- Jolyon Thomas – guitarra adicional (faixas 4 e 9), teclado adicional (faixas 4 e 9)
- Brandon Collins – arranjo de cordas (faixa 6)
- Amy Helman – violino (faixa 6)
- Avery Bright – violino (faixa 6)
- Betsy Lamb – viola (faixa 6)
- Paul Nelson – violoncelo (faixa 6)
- Noel Zancanella – programação adicional (faixa 6)
- Nate Lotz – percussão adicional (faixa 6)
- Lady Gaga – vocal de fundo (faixa 6)
- Steve Wilmot – percussão adicional (faixa 7)
- Declan Gaffney – teclado adicional (faixa 7)
- Julian Lennon – vocal de fundo adicional (faixa 7)
- Andrew Taggart – teclado adicional (faixa 12)
- Paul Epworth – programação (faixa 13), teclado adicional (faixa 13)

Técnica
- Andy Barlow – produção (faixas 1 e 7), engenharia de áudio (faixas 1 e 7), mixagem (faixa 1), produção adicional (faixas 9 e 10)
- Jacknife Lee – produção (faixas 2, 3, 5, 10, 11 e 12), produção adicional (faixas 4, 6 e 8), mixagem (faixas 2, 5, 11 e 12), engenharia (faixa 3)
- Ryan Tedder – produção (faixas 2, 3, 4, 6, 7, 8 e 13), produção original (faixas 10 e 11)
- Brent Kutzle – produção (faixas 2, 3, 4, 6 e 7), produção adicional (faixa 11)
- Steve Lillywhite – produção (faixas 3, 4, 7 e 8), mixagem (faixas 3 e 8)
- Jolyon Thomas – produção (faixas 4 e 9), produção adicional (faixas 2 e 5)
- Alex Bailey – assistência de mixagem (faixa 1), assistência de engenharia (faixas 7 e 9)
- Matt Bishop – engenharia (faixas 2, 3, 5, 6, 10, 11 e 12), engenharia adicional (faixa 4), assistência de mixagem (faixas 2, 5, 11 e 12)
- Tyler Spry – engenharia (faixas 2, 3, 4, 6, 7 e 11)
- Drew Bang – engenharia adicional (faixas 2, 4 e 5), engenharia (faixa 9)
- Dave "Squirrel" Covell – assistência de engenharia/assistência de engenharia adicional (faixas 2, 5, 9,10, 11 e 12)
- Barry McCready – assistência de engenharia (faixas 2, 3, 5, 10, 11 e 12)
- Rich Rich – engenharia (faixas 3, 4, 6, 7, 8, 11 e 13)
- Matty Green – engenharia (faixas 3, 4, 7, e 8), assistência de mixagem (faixa 8)
- Christopher Henry – engenharia adicional (faixas 3, 6 e 7), assistência de engenharia (faixas 4, 8 e 11)
- Richard Rainey – engenharia adicional (faixa 3)
- Greg Clooney – engenharia adicional (faixa 3)
- Gosha Usov – assistência de engenharia (faixas 3, 4, 7 e 8)
- Alan Kelly – assistência de engenharia (faixa 3)
- Kelana – mixagem (faixa 3)
- Tom Elmhirst – mixagem adicional (faixa 3), mixagem (faixas 4, 5, 6, 7, 9, 10 e 13)
- Brandon Bost – assistência de mixagem (faixas 3, 4, 6, 9, 10 e 13), engenharia (faixas 6, 9 e 13), assistência adicional de mixagem (faixa 7)
- Declan Gaffney – engenharia adicional (faixas 4, 10 e 13), produção adicional (faixa 5), engenharia (faixas 7 e 11), mixagem adicional (faixa 7)
- Doug Sarrett – engenharia adicional (faixa 6)
- Aleks Von Korff – assistência de engenharia (faixas 7, 8 e 10)
- Paul Epworth – produção (faixa 13)
- Matt Wiggins – engenharia (faixa 13)

## Histórico de lançamento
| País           | Data                   | Formato(s)                                                     | Gravadora              | Versão                     |
| -------------- | ---------------------- | -------------------------------------------------------------- | ---------------------- | -------------------------- |
| Alemanha       | 30 de novembro de 2017 | CD · download digital · vinil · streaming (demais plataformas) | Island · Universal     | Padrão (standard) · deluxe |
| Dinamarca      | 30 de novembro de 2017 | CD · download digital · vinil · streaming (demais plataformas) | Island · Universal     | Padrão (standard) · deluxe |
| Espanha        | 30 de novembro de 2017 | CD · download digital · vinil · streaming (demais plataformas) | Island · Universal     | Padrão (standard) · deluxe |
| França         | 30 de novembro de 2017 | CD · download digital · vinil · streaming (demais plataformas) | Island · Universal     | Padrão (standard) · deluxe |
| Irlanda        | 30 de novembro de 2017 | CD · download digital · vinil · streaming (demais plataformas) | Island · Universal     | Padrão (standard) · deluxe |
| Itália         | 30 de novembro de 2017 | CD · download digital · vinil · streaming (demais plataformas) | Island · Universal     | Padrão (standard) · deluxe |
| Países Baixos  | 30 de novembro de 2017 | CD · download digital · vinil · streaming (demais plataformas) | Island · Universal     | Padrão (standard) · deluxe |
| Polônia        | 30 de novembro de 2017 | CD · download digital · vinil · streaming (demais plataformas) | Island · Universal     | Padrão (standard) · deluxe |
| Portugal       | 30 de novembro de 2017 | CD · download digital · vinil · streaming (demais plataformas) | Island · Universal     | Padrão (standard) · deluxe |
| Reino Unido    | 30 de novembro de 2017 | CD · download digital · vinil · streaming (demais plataformas) | Island · Universal     | Padrão (standard) · deluxe |
| Mundo          | 1º de dezembro de 2017 | CD · download digital · vinil · streaming (demais plataformas) | Island · Universal     | Padrão (standard) · deluxe |
| Canadá         | 1º de dezembro de 2017 | CD · download digital · vinil · streaming (demais plataformas) | Interscope · Universal | Padrão (standard) · deluxe |
| Estados Unidos | 1º de dezembro de 2017 | CD · download digital · vinil · streaming (demais plataformas) | Interscope · Universal | Padrão (standard) · deluxe |